# Ягдтигър
Ягдтигър или Panzerjäger Tiger Ausf. B Jagdtiger (Sd. Kfz. 186) е немски унищожител на танкове от Втората световна война. Участва в бойни действия от края на 1944 г. до края на войната на западния и източния фронт. Ягдтигерът е най-тежко бронираната бойна машина участвала през Втората световна война. Въпреки че е добре защитен и въоръжен той е обект на чести механични повреди.